# Nova Direita
Nova Direita, às vezes chamada de Novas Direitas,
é um termo descritivo para várias políticas ou grupos associados à direita política. Também foi usado para descrever o surgimento de partidos da Europa Oriental após a dissolução da União Soviética e da chamada descomunização dos países que a integravam.

## Nova Direita por país

### Alemanha
Na Alemanha, o Neue Rechte (literalmente, Nova Direita) consiste em duas partes: os Jungkonservative ("jovens conservadores"), que procuram seguidores entre a população mais conservadora, e os Nationalrevolutionäre ("revolucionários nacionais"), que procuram seguidores na ultra-direita alemã, usando a retórica de políticos nazistas como Gregor e Otto Strasser. Outro grupo notável da Nova Direita na Alemanha é o Thule-Seminar de Pierre Krebs.

### Austrália

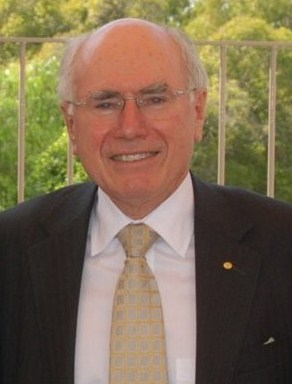
John Howard.

Na Austrália, o "Nova Direita" refere-se a um movimento das décadas de 1970/1980 tanto dentro como fora da Coalizão Liberal / Nacional, que defende políticas economicamente liberais e de políticas socialmente conservadoras (em oposição a "Velha Direita" que defendia políticas economicamente conservadoras e liberais com visões mais socialmente liberais). Ao contrário do Reino Unido e dos Estados Unidos, mas, como a vizinha Nova Zelândia, a década de 1980 viu o Partido Trabalhista Australiano iniciar reformas econômicas de terceira via, que têm alguma familiaridade com a ideologia da "Nova Direita". Depois que a coligação de John Howard foi vitoriosa encerrando 13 anos do governo do trabalhista Bob Hawke nas eleições federais de 1996, as reformas econômicas foram adotadas, alguns exemplos de desregulamentação do mercado de trabalho por (por exemplo, as reformas denominadas WorkChoices), a introdução de um imposto sobre bens e serviços (GST), a privatização do monopólio das telecomunicações (Telstra) e a reforma abrangente na assistência social, incluindo o work for the dole (emprego subsidiado). A H. R. Nicholls Society, um grupo de reflexão que defende a desregulamentação completa do local de trabalho, contém alguns deputados liberais como membros e é classificado como Nova Direita.
O liberalismo econômico, também chamado de racionalismo econômico na Austrália, foi usado pela primeira vez pelo trabalhista Gough Whitlam. É uma filosofia que tende a defender uma economia de mercado livre, uma maior desregulamentação, privatização, menor tributação direta e maior tributação indireta e uma redução do tamanho do estado de bem-estar social. Os políticos que preferem a ideologia da Nova Direita foram chamados de dries ("secos"), enquanto aqueles que defendiam a continuação das políticas econômicas do consenso pós-guerra, tipicamente a economia keynesiana, ou eram mais socialmente liberais, eram chamados de wets ("molhados" - termo que foi similarmente usado na Grã-Bretanha para se referir aos conservadores que opuseram-se às políticas econômicas Thatcheristas, mas "secos" neste contexto era muito mais raro no uso britânico).

### Brasil

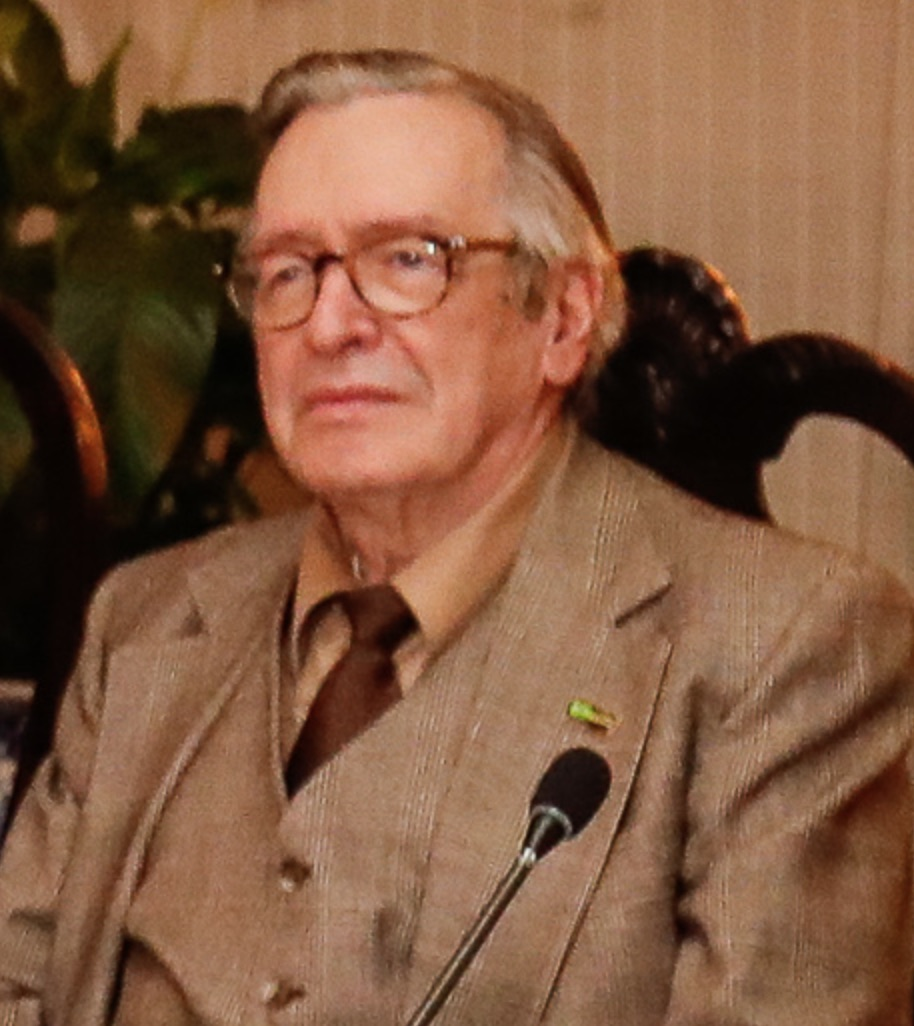
Olavo de Carvalho, apontado como o "padroeiro" da Nova Direita brasileira, à qual ele também já criticou e diz não fazer parte.

A Nova Direita brasileira cresceu acentuadamente nos últimos anos dentro da população, intelectualidade e academia. Isto se deve, principalmente, a um desapontamento generalizado com o governo da esquerda e suas políticas. Também por causa de uma cultura que veio se formando nos últimos anos no Brasil através do mercado de bens simbólicos, identificado com o politicamente incorreto.
Este novo movimento distingue-se do que é conhecido no Brasil como "velha direita", que foi associada ideologicamente ao governo militar brasileiro, à UDN e ao integralismo. É identificado por pontos de vista positivos sobre democracia, liberdade individual, capitalismo de livre mercado, redução da burocracia, privatização de empresas estatais, cortes de impostos, reformas políticas e parlamentares. Ele rejeita o "marxismo cultural", o socialismo do século XXI, o populismo e o gramscismo.
Houve dois fenômenos principais relacionados ao surgimento do nova direita brasileira: o Movimento Brasil Livre, que conseguiu reunir milhões de pessoas em manifestações contra o governo em março de 2015; e a criação do Partido Novo e Libertários, o primeiro partido liberal desde a Primeira República Brasileira.
Alguns dos pensadores da nova direita brasileira são: Padre Paulo Ricardo,  Rodrigo Constantino (segundo eles mesmos), Olavo de Carvalho, Kim Kataguiri (segundo o site Diplomatique, do Le Monde), Danilo Gentili (segundo o Estadão) e Luiz Felipe Pondé.

### Chile
O termo Nueva Derecha entrou no discurso político principal desde a eleição de Sebastián Piñera em 2010, quando o ministro do interior, Rodrigo Hinzpeter, usou-o para descrever seu governo. A introdução do termo por Hinzpeter repercutiu entre jornais, políticos e analistas. De acordo com uma coluna publicada no The Clinic, a Nova Direita é diferente da antiga direita ditatorial de Augusto Pinochet, no sentido de que abraça a democracia. Também é diferente do partido religioso conservador Unión Demócrata Independiente, na medida em que é mais aberto a discutir questões como o divórcio. De acordo com a mesma análise, a Nova Direita está se tornando cada vez mais pragmática, como demonstrado pela sua decisão de aumentar os impostos após o terremoto no Chile em 2010.

### Coreia do Sul
Na Coreia do Sul, o movimento Nova Direita é uma tentativa coreana de política neoconservadora. O governo de Lee Myung-bak e o conservador Partido Coreia Liberdade, é conhecido por ser um benfeitor do movimento doméstico da Nova Direita.

### Estados Unidos
Nos Estados Unidos, New Right refere-se a três movimentos políticos conservadores historicamente distintos. Estas "novas direitas" americanas são distintas e opostas à tradição mais moderada dos chamados "republicanos Rockefeller". A Nova Direita também difere da Velha Direita (1933-1955) sobre questões relativas à política externa, com os neoconservadores opostos ao não intervencionismo da Velha Direita.

#### Primeiro movimento
A primeira New Right (1955-1964) foi centrada em torno dos libertários, tradicionalistas e anticomunistas no National Review de William F. Buckley Jr. Sociólogos e jornalistas usaram o termo "Nova Direita" desde a década de 1950; foi usado pela primeira vez como auto-identificação em 1962 pelo grupo ativista estudantil Young Americans for Freedom.

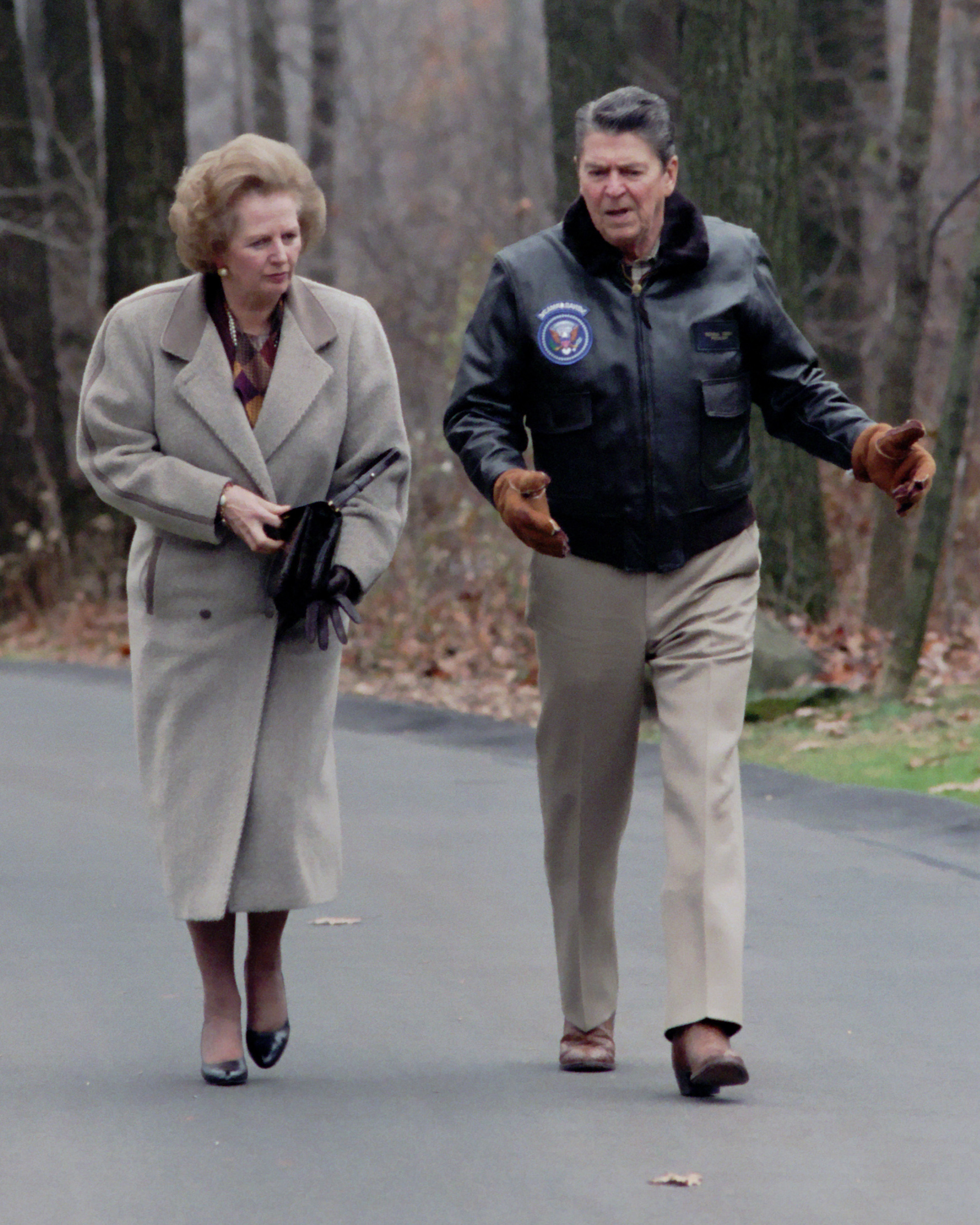
Margaret Thatcher e Ronald Reagan (Camp David, EUA, 1986).

O primeiro movimento New Right abraçou o "fusionismo" (economia liberal clássica, valores sociais tradicionais e um ardente anticomunismo)  e reuniu-se através da organização de base nos anos anteriores à campanha presidencial de Barry Goldwater em 1964. A campanha de Goldwater, apesar de não vencer o presidente interino, Lyndon B. Johnson, galvanizou a formação de um novo movimento político.

#### Segundo movimento
O segundo New Right (1964 até o presente) foi formado na sequência da campanha Goldwater e teve um tom mais populista do que o primeiro New Right. A segunda Nova Direita tende a se concentrar em questões sociais e soberania nacional (como os tratados Torrijos-Carter) e muitas vezes foi associada com a direita cristã. A segundo New Right formou uma abordagem política e um aparelho eleitoral que levou Ronald Reagan à Casa Branca na eleição presidencial de 1980. A New Right foi organizada no American Enterprise Institute e Heritage Foundation para combater o establishment liberal do EUA. Em Think Tanks de elite e organizações comunitárias locais, novas políticas, estratégias de marketing e estratégias eleitorais foram criadas nas últimas décadas para promover políticas fortemente conservadoras. Foi ignorado pelos estudiosos até o final da década de 1980, mas a formação da Nova Direita é agora uma das áreas de pesquisa histórica em mais rápido crescimento.

#### Terceiro movimento
Desde 2014, o termo "Nova Direita" tem sido usado algumas vezes para descrever um grupo de jovens conservadores, libertários de direita, liberais clássicos, nacionalistas e apoiadores do presidente, Donald Trump. Esse surgimento veio em reação a um aumento do progressismo social, às políticas da presidência Obama, à cultura politicamente correta e à falta de faculdades acadêmicas conservadoras, pós-modernismo e valores de extrema-esquerda na cultura popular, preconceito liberal na mídia mainstream e o surgimento do socialismo democrático e do globalismo. Esta terceira onda da nova direita não rejeita nem aceita completamente as visões da direita alternativa, incluindo suas visões racistas, antissemitas, homofóbicas e misóginas. As crenças compartilhadas por seus membros incluem a liberdade de expressão, a eliminação das políticas identitárias e do tokenismo, o debate aberto de todos os lados do espectro político, o livre mercado, a defesa dos direitos da Constituição dos EUA e uma firme crença no Estado-nação.
Figuras do terceiro movimento
- Mike Cernovich – comentarista e personalidade das mídias sociais.[30]

|                        |                          | ]                       |
| Jeanine Pirro em 2017. | Jordan Peterson em 2018. | Mike Cernovich em 2018. |

### França
Na França, a Nouvelle Droite tem sido usada como um termo para descrever um grupo de reflexão moderno de filósofos e intelectuais políticos franceses liderados por Alain de Benoist. Outro intelectual notável, que já faz parte da GRECE de Alain de Benoist, é Guillaume Faye. Apesar de serem acusados por alguns críticos como sendo de "extrema direita" em suas crenças, eles afirmam que suas idéias transcendem a divisão tradicional esquerda-direita e encorajam ativamente o livre debate. A França também possui um grupo identificado com a Nova Direita (relacionado com o Thule-Seminar da Alemanha); que é o Terre et Peuple de Pierre Vial, que já foi parte integrante e membro fundador da GRECE de Alain de Benoist.

### Grécia
Failos Kranidiotis, um político grego que havia sido expulso do Nova Democracia pelo presidente Kyriákos Mitsotákis, por expressar visões mais semelhantes aos do rival Aurora Dourada do que as do ex-primeiro-ministro da Grécia, Konstantínos Mitsotákis, cujo legado expressava o princípio mais importante de sua liderança recentemente eleita, incluindo Adonis Georgiadis que tinha sido membro desde que deixou o Concentração Popular Ortodoxa de extrema direita em 2012, em vez daqueles expressos pelos chefes anteriores do partido que tinham amizades próximas com ele, especificamente Kostas Karamanlís, Antónis Samarás e Vangelis Meimarakis, fundaram o partido Nova Direita baseado no nacional-liberalismo em Maio de 2016.

### Holanda
O Nieuw Rechts (NR) foi o nome de um partido político de extrema-direita / nacionalista na Holanda de 2003 a 2007. O Partij voor de Vrijheid (PVV - "partido da liberdade"), fundado em 2005 e liderado por Geert Wilders, também é um movimento de Nova Direita. Desde Março de 2017, o Forum voor Democratie (FvD) é outro novo partido de direita no Parlamento.

### Irã
No Irã, a Nova Direita e o termo "Direita Moderna" (em persa: راست مدرن) estão associados ao Kargozaran ("Partido dos Executores da Construção"), que se separou da "direita tradicional".

### Israel
Nova Direita (hebraico: הימין החדש, HaYamin HeHadash) é um partido político de direita em Israel, fundado em 2018 e liderado por Ayelet Shaked e Naftali Bennett, que pretende ser aberto a pessoas seculares e religiosas. O partido defende a preservação de uma direita forte em Israel.

### Itália
Nas origens do eco italiano das ideias do movimento francês pode ser considerado um artigo de Stenio Solinas, publicado no jornal Roma em Nápoles, em 21 de Junho de 1977.
Nesta ocasião, Solinas propõe o retrato do novo militante de direita: "O retrato de uma juventude decididamente revolucionária, que se incomoda com o binômio ordem-legalidade; que tem mais com o sistema do que com o comunismo; que sonha com uma limpeza geral, mas sabe, no final, que todas as revoluções são traídas [...] São pessoas que escolheram Corneliu Zelea Codreanu e Julius Evola como mestres, os antigos códigos de honra e o gosto pela intransigência; que estima Pierre Drieu La Rochelle porque com seu suicídio honrou uma assinatura, e Ezra Pound porque com seu silêncio desprezou o mundo." É por isso que, continua Solinas, "na rejeição de uma época e de uma mentalidade, de um regime e de um sistema, eles estão muito mais próximos das franjas do Indiani metropolitani  (ver: Movimento do '77) do que pensam: em outros há o mesmo sentimento de desamparo, a mesmo clima de marginalização, a mesma consciência de guetização [...] O mundo da juventude é um barril de pólvora e o esquadrão antibomba pode chegar de qualquer lugar."
O movimento, desde o final dos anos setenta, tomou iniciativas inicialmente destinadas a rejuvenescer a cultura da extrema-direita (Marco Tarchi foi líder até 1981 no Movimento Social Italiano-Direita Nacional e esteve entre os primeiros a promover o uso desse termo, simétrico àquele de extrema-esquerda, em comparação com a definição então comum de "extrema-direita"), para então abandonar definitivamente o neofascismo e buscar novas sínteses culturais que pudessem ir além dos limites do conceito de direita política em geral.
A relativa experiência foi declarada oficialmente concluída por Tarchi em 1994, após quase vinte anos de existência em que animou algumas reuniões e publicações.

### Nova Zelândia
Na Nova Zelândia, como na Austrália, foi o Partido Trabalhista que inicialmente adotou as políticas econômicas da "Nova Direita", ao mesmo tempo em que prosseguiu com posições sociais liberais, como a descriminalização da homossexualidade masculina, a igualdade de remuneração para as mulheres e a adoção de uma política sem armas nucleares. Isso significou um realinhamento temporário na política da Nova Zelândia, pois os eleitores da classe média da "Nova Direita" votaram nos trabalhistas nas eleições gerais da Nova Zelândia de 1987, em aprovação por suas políticas econômicas. No início, os trabalhistas incorporaram muitos departamentos governamentais e ativos estatais, emulando o governo conservador de Margaret Thatcher e os privatizou completamente durante o segundo mandato do Partido Trabalhista. No entanto, a recessão e a privatização resultaram em tensões crescentes no Partido Trabalhista, que levaram ao cisma, e a saída de Jim Anderton e a fundação de seu NewLabour Party, que mais tarde fez parte do Alliance com os Verdes e outros opositores da política  econômica da Nova Direita.
No entanto, a dissidência e o cisma não se limitaram apenas ao Partido Trabalhista e ao Alliance. Durante o segundo mandato do Partido Trabalhista, o opositor Partido Nacional da Nova Zelândia (popularmente conhecido como "Nacional") selecionou Ruth Richardson como porta-voz de finanças da oposição e, quando o Nacional ganhou as eleições gerais de 1990, Richardson tornou-se ministra das finanças, enquanto Jenny Shipley tornou-se ministro da previdência social. Richardson introduziu a legislação de dessindicalização, conhecida como Lei de Contratos de Emprego, em 1991, enquanto Shipley promoveu cortes de benefícios sociais, destinados a reduzir a "dependência do estado bem-estar" - ambas as principais iniciativas políticas da Nova Direita.

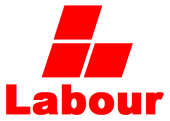
Logotipo do Labour (décadas 1960-1990), como também é conhecido o Partido Trabalhista da Nova Zelândia.

No início dos anos 1990, o deputado nacional rebelde Winston Peters também opôs-se às políticas econômicas da New Right e levou seu antigo bloco de votação para fora do Partido Nacional. Como resultado, seu partido o anti-monetarista Nova Zelândia Primeiro tornou-se um parceiro de coalizão tanto para os governos de coalizão liderados pelo governo nacional (1996-98) como para os trabalhistas (2005-08). Devido à introdução do sistema eleitoral de representação proporcional mista, um novo partido de "associação de consumidores e contribuintes" (ACT Nova Zelândia), foi formado por ex trabalhistas aliados da Nova Direita, como Richard Prebble e outros, e mantendo as iniciativas da política econômica da Nova Direita, tais como o contratos de trabalho, ao mesmo tempo em que introduziram "reformas do bem-estar social" de estilo estadounidense. O ACT aspirou a se tornar o parceiro da coalizão de centro-direita do país, o que foi dificultado pela falta de unidade partidária e liderança populista a quem muitas vezes faltou direção estratégica.
Quanto aos trabalhistas e o "Nacional", seus destinos estavam entrelaçados. Os trabalhistas ficaram sem cargos durante a maior parte dos anos 1990, apenas recuperando o poder quando Helen Clark levou a vitória numa coalizão do Partido Trabalhista / Alliance e do governo de centro-esquerda (1999-2002). No entanto, esta aliança desintegrou-se em 2002.
O Nacional foi derrotado em 1999 devido à ausência de um parceiro de coalizão adequado e estável, desde a desintegração parcial do Nova Zelândia Primeiro, depois que Winston Peters abandonou a coalizão nacional anterior. Quando Bill English assumiu o "Nacional", pensou-se que ele poderia levar a oposição para longe das políticas econômicas e sociais anteriores de linha dura da New Right, mas sua indecisão e falta de direção política firme levaram a ACT Nova Zelândia a ganhar votos dos eleitores classe média de Nova Direita em 2002. Quando Don Brash assumiu o cargo, tais eleitores retornaram ao seio do Nacional, causando seu ressurgimento nas eleições gerais da Nova Zelândia de 2005. No entanto, ao mesmo tempo, o ACT Nova Zelândia criticou fortemente por se desviar das suas primeiras perspectivas de política econômica da New Right, e na mesma eleição, o Nacional fez pouco para permitir a sobrevivência do ACT. Don Brash renunciou como líder do partido nacional, sendo substituído por John Key, visto como mais moderado.
Quanto à centro-esquerda, Helen Clark e sua coalizão liderada pelo Partido Trabalhista foram criticados pelos ex-membros do Alliance e por organizações não governamentais por sua alegada falta de atenção às políticas sociais de centro-esquerda, enquanto a afiliação sindical se recuperou devido a revogação da Lei de Contratos de Emprego de 1991 e desregulamentação do mercado de trabalho e a dessindicalização que a acompanhou nos anos 1990. É plausível que Clark e seu gabinete tenham sido influenciados por Tony Blair e seu governo trabalhista britânico, que prossegue um equilíbrio entre a responsabilidade social e fiscal no governo.

### Polônia
Na Polônia, o libertário conservador  e eurocético Kongres Nowej Prawicy ("Congresso da Nova Direita") foi fundado em 25 de Março de 2011 com a fusão dos antigos partidos Wolność i Praworządność ("Liberdade e Legalidade" - WiP) e Unia Polityki Realnej ("União da Política Real" - UPR) por Janusz Korwin-Mikke. É apoiado por eleitores desapontados, alguns conservadores, pessoas que querem legalizar a maconha e os cidadãos que endossam o mercado livre e o capitalismo.

### Reino Unido

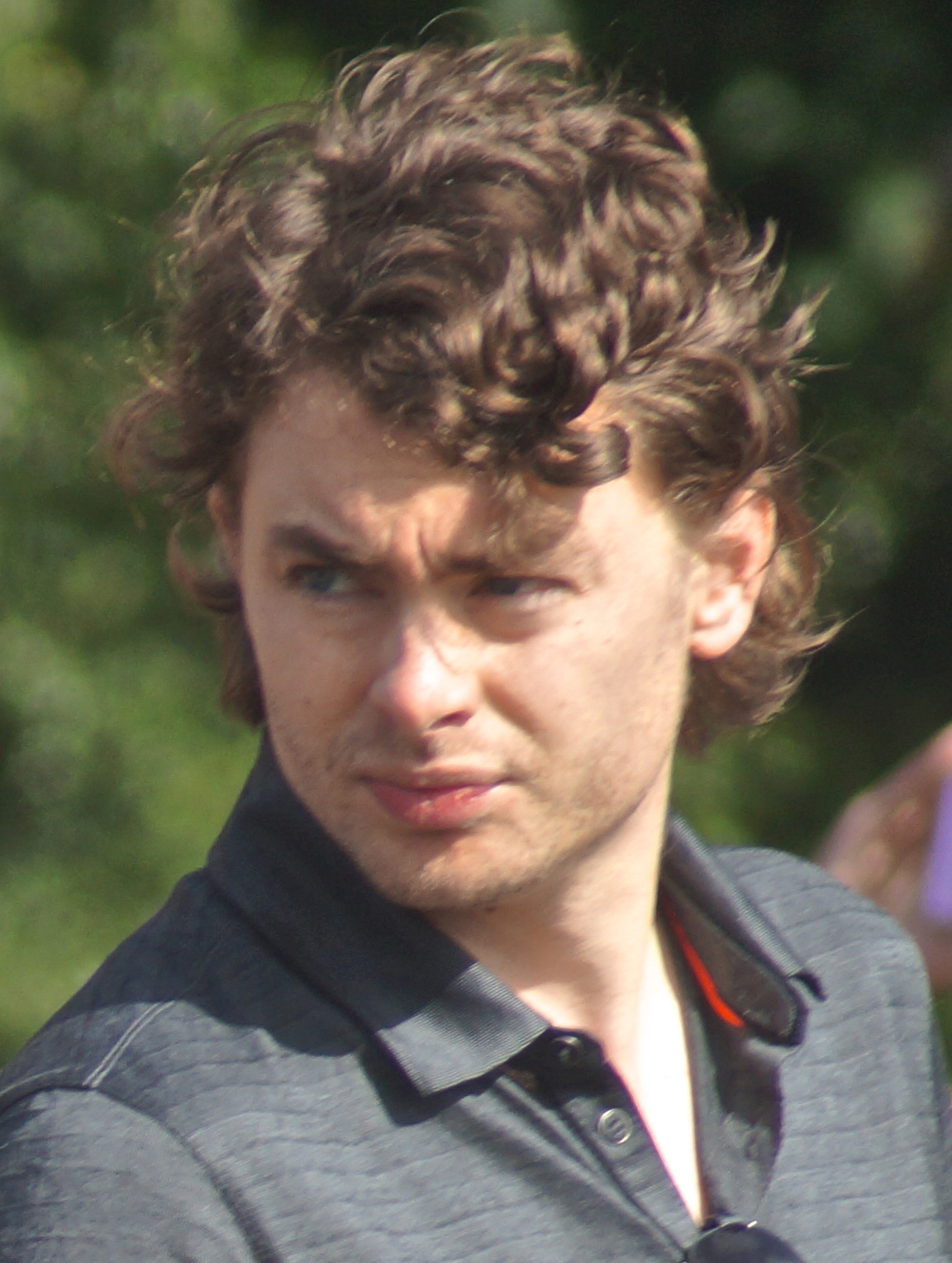
Paul Joseph Watson, conservador britânico que define-se como parte da Nova Direita.

No Reino Unido, o termo New Right refere-se mais especificamente a uma vertente do conservadorismo influenciado por Margaret Thatcher e Ronald Reagan. O estilo de ideologia New Right de Thatcher, conhecido como "thatcherismo", foi fortemente influenciado pelo trabalho de Friedrich Hayek (em particular o livro O Caminho da Servidão). Eles estavam ideologicamente comprometidos com uma versão econômica do libertarianismo, além de serem socialmente conservadores. As principais políticas incluíram a desregulamentação dos negócios, o desmantelamento do Estado de bem-estar social, a privatização das empresas estatais e a reestruturação da força de trabalho nacional, a fim de aumentar a flexibilidade industrial e econômica em um mercado cada vez mais global.

## Literatura adicional
- João Elter Borges Miranda (2020), Existe uma nova direita no Brasil contemporâneo?, pp. 31-47, Wikidata Q107289088
- New Left, New Right and Beyond: Taking the Sixties Seriously. Autor: G. Andrews, R. Cockett, A. Hooper & M. Williams. Palgrave Macmillan UK, 1999, (em inglês) ISBN 9780333741474 Adicionado em 15/10/2017.
- Think Tanks: The Brain Trusts of US Foreign Policy. Autor: Kubilay Yado Arin. Springer Science & Business Media, 2013, (em inglês) ISBN 9783658029357 Adicionado em 15/10/2017.
- Cowboy Conservatism: Texas and the Rise of the Modern Right. Autor: Sean Cunningham. University Press of Kentucky, 2010, (em inglês) ISBN 9780813173719 Adicionado em 15/10/2017.
- Governance and Public Policy in the United Kingdom. Autores: David Richards & Martin J. Smith. Oxford University Press, 2002. págs. 92–121, (em inglês) ISBN 9780199243921 Adicionado em 15/10/2017.
- Losing Ground: American Social Policy, 1950–1980. Autor: Charles A. Murray. BasicBooks, 1984, (em inglês) ISBN 9780465042333 Adicionado em 15/10/2017.
- The Underclass Revisited. Autor: Charles A. Murray. American Enterprise Institute, 1999, (em inglês) ISBN 9780844771311 Adicionado em 15/10/2017.
- Thinking About Crime. Autor: James Wilson. Basic Books, 2013, (em inglês) ISBN 9780465048847 Adicionado em 15/10/2017.
- Crime and human nature. Autores: James Q. Wilson & Richard J. Herrnstein. Simon and Schuster, 1985, (em inglês) ISBN 9780671541309 Adicionado em 15/10/2017.
- Wink, Georg (2021): Brazil, Land of the Past: The Ideological Roots of the New Right. Cuernavaca, Mexico: Bibliotopía. ISBN 9786079934811